# Galt Niederhoffer
Galt Niederhoffer (* 2. Oktober 1976) ist eine US-amerikanische Drehbuchautorin, Filmproduzentin, Regisseurin und Schriftstellerin.

## Leben
Niederhoffer ist die Tochter des Hedge-Fonds-Managers Victor Niederhoffer und hat noch weitere fünf Schwestern. Sie besuchte die Chapin School, Milton Academy und absolvierte die Harvard University. Sie schrieb bisher drei Romane und wirkte an über dreißig Filmprojekten als Drehbuchautorin, Produzentin und/oder Regisseurin mit. Ihr Roman „The Romantics“ aus dem Jahr 2008 wurde von ihr 2010 verfilmt, unter Mitwirkung der Darsteller Katie Holmes, Anna Paquin und Josh Duhamel.
Die Mutter von zwei Kindern lebt und arbeitet in New York.

## Filmografie (Auswahl)
- 1997: Hurricane Streets
- 2001: Prozac Nation – Mein Leben mit der Psychopille (Prozac Nation)
- 2005: Lonesome Jim
- 2005: Baxter – Der Superaufreißer (The Baxter)
- 2006: Die Zeit ohne Grace (Grace Is Gone)
- 2007: Dedication
- 2007: Liebe lieber ungewöhnlich – Eine Beziehung mit Hindernissen (Watching the Detectives)
- 2008: Memories to Go – Vergeben... und vergessen! (Diminished Capacity)
- 2008: Birds of America
- 2010: The Romantics
- 2012: Robot & Frank
- 2013: Black Nativity
- 2014: Infinitely Polar Bear

## Literarische Werke
- A Taxonomy of Barnacles, St. Martin’s Press, 2006, 367 S.
- The Romantics, St. Martin’s Press, 2008, 288 S.
- Love and Happiness, St. Martin’s Press, 2013, 218 S.

## Auszeichnungen
Sie wurde bei den Sundance Film Festivals mit mehreren Preisen ausgezeichnet.